# Sultanat de Gujarat
El sultanat de Gujarat fou un important estat musulmà que va existir a la regió del Gujarat (Índia) entre 1407 i 1572.
A partir del 1390 el poder del sultanat de Delhi sobre les províncies es va veure afectat per les lluites de successió; el 1391 el governador governador Malik Mufarrah Sultani Farhat al-Mulk va donar suport a la religió hindú esperant el seu suport d'aquesta religió per fer-se independent; els ulemes van anar a Delhi a protestar i el sultà Muhammad Shah III Tughluk va enviar com a nou governador a Zafar Khan, fill de Wajih al-Mulk amb el títol de Muzaffar Khan; Farhat al-Mulk va desafiar la seva autoritat i els dos homes es van enfrontar en batalla el 4 de gener de 1392 a Kamboi a 30 km a l'oest de Patan, en la que Farhat fou derrotat i mort.
Muzaffar havia deixat a Delhi al seu fill Tatar Khan que exercia com a wazir (fins a 1393). Muzaffar va començar a restablir l'orde i la prosperitat. Després del 1393 Tatar Khan, el fill de Muzaffar Khan, va continuar a Delhi, on era el centre de les lluites pel poder, i el 1398 va anar a Gujarat on va demanar al seu pare un exèrcit que havia d'ocupar Delhi. Però llavors es va produir la invasió de Tamerlà (1399). Nasir al-Din Mahmud Shah III Tughluk (1395-1399) es va refugiar a Patan la capital aleshores de la província de Gujarat.
El 1403 Tatar Khan va intentar convèncer el seu pare d'avançar fins a Delhi amb un exèrcit però Muzaffar no ho va acceptar i va tractar de dissuadir al fill. Tatar llavors va enderrocar al seu pare (de 60 anys) i es va proclamar sultà de Gujarat (novembre de 1403) com Muhammad Shah Gujarati. Fou el primer sultà. Llavors va marxar a Delhi però fou enverinat pel seu oncle Shams Khan, que va alliberar a Muzaffar al que va restablir al govern de Gujarat.
Muzaffar va agafar el títol reial el 1407 a petició dels nobles i davant la vacant de poder a Delhi, sent coronat com Muzaffar Shah. Aquest va ampliar els seus dominis, inicialment una franja entre les muntanyes (des de Mont Abu) i el riu Narbada, amb l'annexió d'Idar al nord, i de Diu i Kathiawar, va saquejar Jhalor i es va apoderar de Malwa temporalment el 1407 posant al tron al seu propi germà en el lloc d'Hoshang.
El seu successor Ahmad I (1410-1442) va fundar Ahmadabad o Ahmedabad, que des de les hores fou sempre la principal ciutat del Gujarat; va recuperar Bombai i Salsette dels reis bahmànides del Dècan.
Mahmud Shah I Begra Gudjarati (Baykara) Saif al-Din (1458-1511) va conquerir Girnar (1471), va saquejar Dwarka Bet (1473) i va arribar a l'est de la vall del Tapti fins a Thalner dominant també el territori entre les muntanyes dels Ghats i la mar de Surat a Bombai; va seguir amb les lluites tradicionals contra Malwa a l'est i Khandesh al sud i va construir una gran flota per dominar els pirates de les illes. Els pirates no eren els únics que amenaçaven la costa, ja que en aquesta època van arribar els europeus: Vasco da Gama desembarcava a Malabar el 1498; el conflicte dels portuguesos amb els mamelucs egipcis pel comerç de l'Índia va portar a l'enfrontament: l'almirall Husein, cap de la flota mameluca a la mar Roja, fou enviat el 1508 a Gujarat amb una esquadra ben equipada i mariners veterans de les guerres amb els cristians a la Mediterrània; la flota de Gujarat, sota el governador de Diu, se li va unir tot i els intents de Lourenço de Almeida d'evitar l'aliança; els portuguesos foren derrotats en un combat naval que va durar dos dies prop de Chaul, i Lourenço de Almeida va morir; però al cap de pocs mesos, el 2 de febrer de 1509, el pare de Lourenço, el virrei Francisco de Almeida, va derrotar la flota aliada en aigües de Diu. El 1510 el sultà de Gujarat va oferir el port de Diu al portuguès Albuquerque, el conqueridor de Goa, i una factoria lusitana s'hi va establir el 1513 (la fortalesa es va construir el 1535).
Bahadur Shah Gudjarati (1526-1537) va imposar la seva superioritat als rajputs de la muntanya i als reis del Dècan i el 1531 va annexionar Malwa. Una revolta rajput i l'avanç dels mogols dirigits per Humayun, fill de Baber, van fer perdre al sultà el poder per un temps (1535), però el va recuperar el 1536 per acabar morint l'any següent a traïció en un vaixell portuguès on havia estat convidat.
El sultanat va existir fins a la conquesta per l'emperador mogol Akbar el Gran. Aquest fou cridat a Gujarat pel regent Itimad Khan que no podia controlar el país. Va iniciar la campanya el juliol de 1572 sortint de Fatehpur Sikri. Va arribar a Patan, la capital del Gujarat el novembre. Allí va rebre la submissió dels nobles. Va continuar el seu camí cap a Khambayat i pel camí va saber d'una revolta a Ahmedabad d'alguns nobles que fou sufocada ràpidament. Cap al sud els seus parents els Mirzà, descendents de Tamerlà, que ara eren senyors de Surat, Baroda, Bharoc i Campaner, i els habshis, se li van oposar, però foren derrotats per les forces imperials a la batalla de Sarnal el 23 de desembre de 1572; Surat fou assetjada i va capitular el 26 de febrer de 1573. Llavors Akbar va donar per acabada la campanya i va retornar a Fatehpur Sikri (abril del 1573). Gujarat va esdevenir una província (suba) mogol amb setze sarkars (districtes) que van substituir als 25 districtes que havia arribat a tenir Gujarat. Poc després de sortir Akbar, els Mirzà es van revoltar altre cop i es van unir als habshis. El governador mogol va quedar assetjat a Ahmedabad i Akbar va retornar en 9 dies de marxes forçades i va derrotar els rebels a la batalla d'Ahmedabad (setembre del 1573). Encara que hi va haver una revolta menor dels Mirzà el 1577 només va caler un cos expedicionari mogol enviat per reprimir l'intent.
Muzaffar III, el darrer sultà, havia estat fer presoner el 1572; el 1578 es va escapar del seu captiveri i es va presentar a Gujarat on va fomentar una rebel·lió el 1583 i per sis mesos fou sultà amb poders; després va haver de fugir però va seguir oferint una mica de resistència aïllada durant deu anys. Fou finalment capturat el 1593 i es va suïcidar.

## Llista de sultans
La dinastia que va governar el sultanat és anomenada Gudjarati o Gujarati (Gujaràtida) i ocasionalment Muzaffàrida, però aquest darrer nom porta a confusió amb la dinastia anomenada igual a Pèrsia al segle XIV.
- Muzaffar Khan (governador) 1391-1403
- Muhammad Shah I Tatar Khan 1403
- Muzaffar Khan (governador) 1403-1407, sulta Muzaffar Shah I Gudjarati 1407-1410
- Ahmad Shah I Gudjarati Shihab al-Din 1410-1442
- Muhammad Shah II Karim Gudjarati 1442-1451
- Ahmad Shah II Kutb al-Din Gudjarati 1451-1458
- Dawud Khan Gudjarati 1458
- Mahmud Shah I Begra Gudjarati (Baykara) Saif al-Din 1458-1511
- Muzaffar Shah II Gudjarati 1511-1526
- Sikandar Gudjarati 1526
- Mahmud Shah II Gudjarati 1526
- Bahadur Shah Gudjarati 1526-1537
- Muhammad Zaman Mirzà 1537
- Miran Muhammad Shah I, sultà de Khandesh, 1537
- Raja Ahmad Shah sultà de Khandesh, 1537
- Mahmud Shah III Gudjarati 1537-1554
- Ahmad Shah III Gudjarati 1554-1561
- Muzaffar Shah III Gudjarati 1561-1573
- Suba de l'Imperi Mogol 1573-1583
- Muzaffar Shah III Gudjarati (revoltat) 1583